# Colonia Hidalgo (Durango)
Colonia Hidalgo es una localidad del estado mexicano de Durango. Es parte del municipio de Durango.

## Toponimia
El nombre de la localidad rinde homenaje a Miguel Hidalgo, héroe de la Independencia de México y considerado Padre de la patria.

## Demografía
| Gráfica de evolución demográfica |
|                                  |

| Censo | Población |
| ----- | --------- |
| 1930  | 561       |
| 1940  | 862       |
| 1950  | 1 097     |
| 1960  | 1 300     |
| 1970  | 1 899     |
| 1980  | 2 351     |
| 1990  | 2 251     |
| 2000  | 1 959     |
| 2010  | 1 986     |
| 2020  | 2 230     |